# Galestro

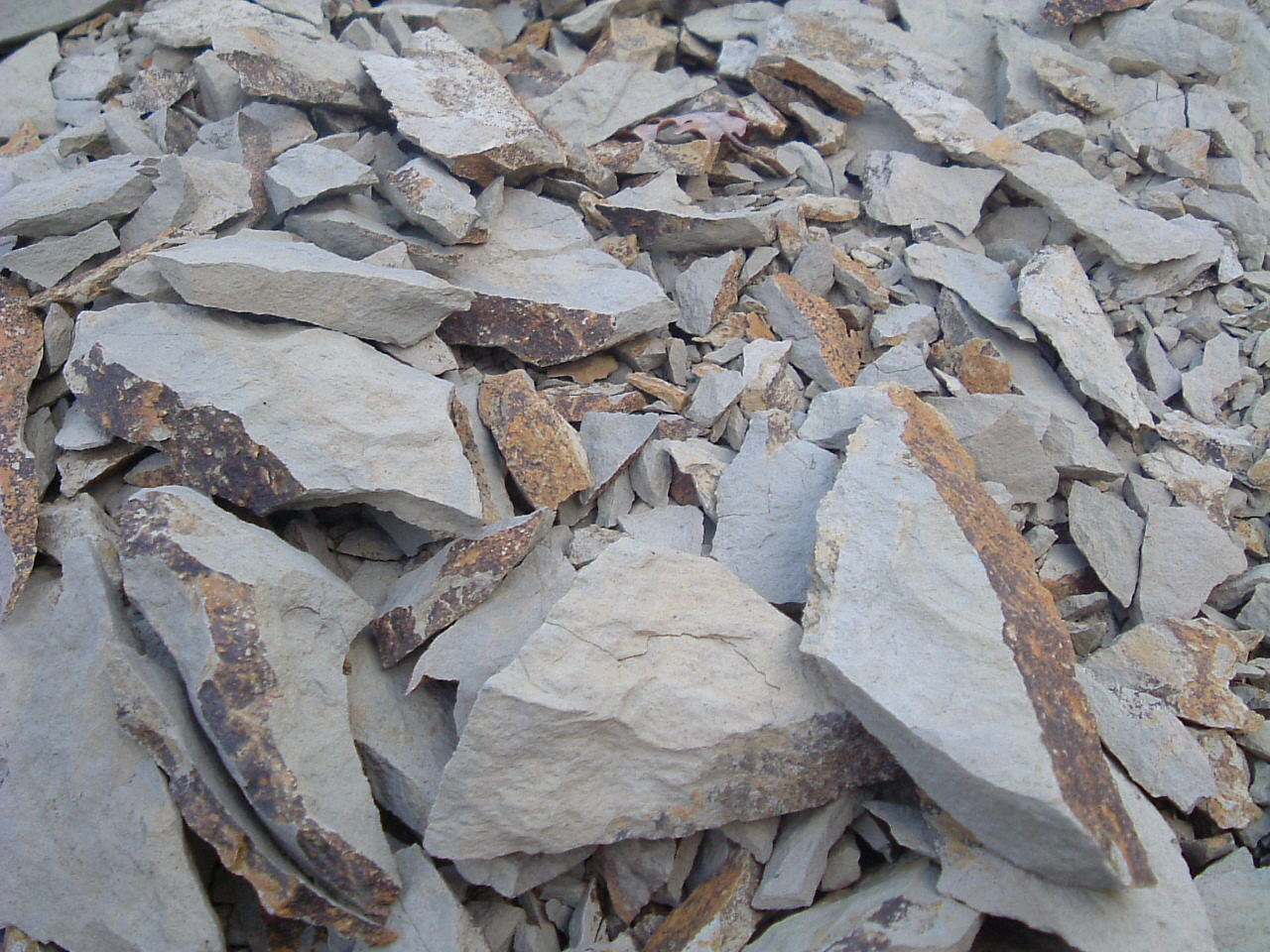
Il galestro

Galèstro è un nome che in geologia sta ad indicare uno scisto argilloso che si divide facilmente in solidi prismatici e diffuso principalmente sugli Appennini.
Bagnato con acqua si spappola e, come tutte le rocce argillose, forma un fango scivoloso che riprende la propria durezza asciugandosi. Da secoli è molto usato dagli artigiani per il lavoro della terracotta, ad esempio all'Impruneta.
È anche la denominazione di un vino bianco prodotto in Toscana con uve coltivate su terreni ricchi di galestro.